# Apollo (folyóirat)
Az Apollo egy közép-európai időszakos humanista irodalmi és tudományos folyóirat volt. 1934 és 1939 között jelent meg, összesen tíz számban. Gál István szerkesztette.

## A folyóiratról
Az Apollo-t a budapesti egyetem bölcsészeti karának végzős vagy frissen végzett diákjai indították. Budapesten jelent meg, túlnyomórészt összehasonlító irodalomtörténeti tanulmányokat közölt, egyik ébrentartója volt a dunai, közép-európai, vagy helyesebben kelet-európai összetartozást tudatosító orgánumoknak Műfaját tekintve esszé-folyóirat volt, a korabeli európai humanizmus magyar nyelvű szócsöve. De ami talán a legfontosabb, egyik szerény magyar hozzájárulása volt az Erasmustól Romain Rolland-ig és Thomas Mannig nyúló európai békegondolatnak.

## A szerkesztők a folyóiratról
„A közép-európai humanizmust [írtuk zászlónkra], az alkalmazott, gyakorlati humanizmust. Szóval nemcsak filológiai módon akarjuk kutatni a múltban, hanem a humanizmus mai közép-európai értelmét keressük. Hogy ez így van, az bizonyos mértékben a magyar élet romantikus voltának reakciója. Mert a romantika merev és erőszakos dogma, igazi hagyományok nélkül, a humanizmus viszont: értékes emberi hagyományok összessége, mindenféle dogma nélkül. Ennek a humanizmusnak tudományos és irodalmi jelentőségéről nem is kell külön beszélni. Giordano Bruno, Erasmus és az Erzsébet-kori angol irodalom mutatja, mit jelent humanisztikus módon írni. A közép-európai népek szellemi egysége egyedül a humanizmus korában volt meg, amikor Krakkó, Prága, Esztergom, Buda, Bécs, és így tovább minden kultúrcentrum eleven érintkezést tartott fenn egymással, ugyanakkor pedig a nyugati humanizmussal is erős kapcsolatot teremtettek ennek a Közép-Európának a tudósai és írói. Ez a közép-európai humanizmus egységes, történeti hagyománya. Ez a humanizmus ma felettébb aktuális, mert a politikát megkerülve, érintkezési alapot jelent a közép-európai népek egymáshoz való közeledésének.” (Bóka László)
„Az Apollot […] megindítói húszegynéhány éves fiatalok vagyunk s legelső élő nyelvtudósunk, filozófusunk, szellemtörténészünk, kritikusunk oldalán töltöttük egyetemi éveinket, […] munkánkkal a közösségnek szolgálatot tevő és ebből a nemes szolgálatból bátorságot merítő írók-tudósok akarunk lenni. […] »Sznobok vagy parasztok«, nyugati vagy keleti magyarok íróink – tartja a közhit. Európa-eszményünk és magyarság-eszménk egyre inkább széthasad – hirdetik kritikusaink. Áldatlan ellentétek megszüntetését, erőpazarló hitviták megelőzését jelenti számunkra a közép-európai humanista literátorság.”
„A mi számunka a humanizmus Európa legnemesebb hagyományainak létélménye; a közép-európai sorsvállalás pedig magyarságunknak szigorú önvizsgálatból eredő helyzetérzése. Kötelességünk tehát a humanizmus mai létértelmének és létjogosultságának tisztázása mellett a közép-európai szellemi élet történelmének különböző területeit összetartó jelenségek, személyiségek fölkutatása és vizsgálata.” (Gál István)

## A folyóirat tartalma
Az Apollo kötetenkénti tartalomjegyzéke 

### I. (1934)
Bóka László: Delos szigetén;
Szapphó-töredék (ford. Kerényi Károly);
Halmos Béla: A középeurópai tájegységek problémái;
Kardos Tibor: Hét symposion;
Waldapfel Imre: Vergilius;
Mátrai László: A filozófia romantikus hagyománya;
Bóka László verseiből;
Sziklay László: A szlovák szellem kezdetei;
Középeurópai humanista költők;
Janus Pannonius verseiből (ford. Geréb László);
Sarbiewski epigrammáiból az Énekek Énekéhez (ford. Waldapfel Imre);
Kardos Tibor: Mátyás udvara és a krakkói platonisták;
Bóka László: Népség–katonaság Budapesten; 
Mátrai László: Parainézis egy fiatal tudóshoz (Keserű Mihály álnéven);
Gál István: A Virtuális Középeurópa

### II. (1935)
Bóka László: Magyarország dicsérete [versek];
Révész András: Bartók Béla útja;
Lükő Gábor: Bartók Béla és a keletközépeurópai zenefolklore;
Óda Magyarország termékenységéről (ford. Geréb László);
Mátrai László: Humanizmus és romantika;
Kardos Tibor: Reneszánsz királyfiak neveltetése;
Faragó László: A harmadik humanizmus és a Harmadik Birodalom (Humanisztikus hagyomány és humanitás-eszmény; A Harmadik Birodalom humanizmusa);
Kerecsényi Dezső: Oláh Miklós;
[Kardos Tibor]: Tudományos illemtan fiatalok számára (Keserű Mihály álnéven);
Gál István: Globus Intellectualis

### III. (1935)
Bóka László: Itt ország épül [vers];
Cs. Szabó László.: Búcsú a vándorévektől;
Halász Gábor: Horatius Noster;
Adolf Meschendörfer: Erdélyi elégia (ford. Dsida Jenő);
Gáldi László: A román irodalomtörténet tájrajzi problémái;
Sziklay László: A szlovák romantika pánszláv jellege;
Révész András: Kodály Zoltán munkája;
Kardos Tibor: Horváth János Magyar Humanizmusa;
Bóka László: Gombocz Zoltán;
Benedek András: Új francia idealista filozófia. Louis Lavelle rendszere;
Oláh Miklós: Válasz Kálnai Imre levelére, 1536 (ford. Geréb László);
Bóka László: Korszak és nemzedék;
Mátrai László: Magyar újromantika;
Gál István: Humanizmus és magyar néptudomány;
Bóka László: A magyar glóbus tengelyével [versek];
Bóka László: Háborús levél írókhoz (Keserű Mihály álnéven);
Nagy Tibor: Új, középeurópai humanizmus;
Gál István: Apollo, vagy a középeurópai humanizmus kísérlete

### IV. (1936)
Szabó László, Cs.: Kárpát kebelében;
Bartók Béla: Népzenegyűjtés;
Bóka László: Beteg századokért lakolva;
Győry János: Középkori szerelem;
Benedek András: A francia szellemesség a XVIII. Században;
Kardos Tibor: Horatius Pannoniában;
Révész András: Beöthy László pesti arszlán;
Gáldi László: Eminescu és Középeurópa;
Rudolf Uhlár: Ady a szlovák irodalomban (ford. Sziklay László);
Sziklay László: A mai szlovák folyóiratirodalom

### V. (1936)
Thomas Mann: Európa és a humanizmus (ford. Faragó László);
Thienemann Tivadar: Erasmus;
Márai Sándor: Humanizmus;
Szvatkó Pál: Csehek és magyarok;
Halász Gábor: A humanista hadvezér;
Révay József: A „nemzeti kisebbség” problematikájához;
Sárkány Oszkár: Magyarok Prágában, 1773–1849;
Illés Endre: Csáth Géza;
Hevesi András: Krúdy Gyula;
Bóka László: Új magyar történetfilozófia; 
Prohászka Lajos: A vándor és a bujdosó;
Gáldi László: Az erdélyi román irodalmiság történetéért;
Darvas János: Csehszlovákiai kisebbségi zsargon;
Bóka László: Az értelem dicsérete

### VI. (1937)
Babits Mihály: A humanizmus és korunk;
Szabó László, Cs.: Egy óra Erasmusnál. Londoni útibeszámoló;
Káldor György: Weimar emlékezete;
Passuth László: Esztergomi Symposium. Valéry, Madariaga, Huizinga;
Csiszár Béla. A dunai együttműködés kísérletei. A Tardieu-tervtől a Hodzsa-tervig;
Genthon István: Magyar műkincsek Csehországban;
Deér József: A magyarság és a cseh nemzeti ideológia;
Bóka László: Ady és Szekfű;
Gogolák Lajos: Babits Mihály magyar szerepe és az európai irodalom;
Ortutay Gyula: Illyés Gyula példája. A A puszták népe;
Puskás Lajos: Európai humanitás

### VII. (1938)
Thienemann Tivadar: Klasszicizmus;
Reményi József: Amerikai humanizmus;
Dési Frigyes: Mithosz és tudomány;
Rónai András: A dunai megegyezés lehetőségei;
Lengyel Tamás: A magyar emigráció és a nemzetiségek Világos után;
Sárkány Oszkár: A fiatal Palacký;
Csiszár Béla: A Balkán-külpolitika új útjai és Középeurópa;
Kázmér Ernő: A belgrádi Balkán-Intézet;
Kovács Endre: Az újabb cseh líra;
Sárkány Oszkár: Szlovák elbeszélők;
Gáldi László: Román drámaírók;
In memoriam Masaryk.
Ferdinand Peroutka: Egy cseh társadalomkritikus nekrológja;
Szvatkó Pál: A magyar tanulság;
Passuth László: Unamuno;
Bóka László: Kosztolányi Dezső;
Gál István: Babits új esszéi;
Gál István: Cs. Szabó László könyvei;
Szerb Antal: Kerényi Károly Apollón-könyve;
Makkai László: Váczy Péter Középkori Egyetemes Története;
Sőtér István: Gyergyai Albert: A mai francia regény;
Kósa János: Illyés Gyula Petőfije;
Reitzer Béla: Szociográfia és parasztkérdés. Ortutay Gyula új könyveihez

### VIII. (1938)
Illyés Gyula: Szellemi fajkutatás;
Szvatkó Pál: Indogermán magyarok;
Halász Gábor: Külföldjáró magyarok;
Ferdinandy Mihály: Középeurópa kezdetei;
Csabai István: A Végvári Vitéz és a Magyar Humanista. A magyarság végvári hivatástudata;
Sárkány Oszkár: A magyar irodalmi romantika cseh visszhangja;
Hadrovics László: A magyar sors a régi horvát költészetben;
Faragó László: Prohászka Lajos pedagógiája;
Szalatnai Rezső: magyar kultúrhatások Csehországban. Sárkány Oszkár tanulmányához;
Dési Frigyes: Humanizmus és természettudomány. A modern fizikai világkép és az ember. Faragó László természetfilozófiai tanulmányához

### IX. (1939)
Kodály Zoltán: Mi a magyar a zenében?;
Szabó László, Cs.: Latin Európa;
Márai Sándor: Érzékeny Magyarország;
Dési Frigyes: Humanizmus mint erkölcsi felelősség;
Ferdinandy Mihály: Szent István és Középeurópa;
Passuth László: A Balkán határai;
Gáldi László: A balkáni filológia mai állása és magyar feladatai;
Csapláros István: Lengyel sors- és nemzettudat a magyar irodalomban;
Kázmér Ernő: A jugoszláv sajtó;
Farkas István, Sági: A mai szlovák irodalom;
Sárkány Oszkár: Románia az újabb magyar történetírásban

### X. (1939)
Zolnai Béla: A „néma” nemzet;
Reményi József: Amerikai gondolkodók;
Reök Iván: Az új fizikai világkép és a modern orvostudomány;
Veres Péter: Indogermán polgárság és magyar parasztság;
Kardos Tibor: Dalmácia, a magyar humanizmus kapuja;
Pukánszky Béla: Pozsony történeti szerepe;
Passuth László: Az örök Sáros;
Waldapfel József: Krakkó szerepe a magyar művelődésben;
Lakatos István: A román népzene és a román népzenei gyűjtemények;
Gáldi László: Kölcsey és Eminescu sztoicizmusa;
Móritz György: A római Keleteurópai Intézet működése;
Geréb László: A magyarországi latin irodalom recepciójáért;
Kovács Endre: A szlovák irodalomkritika problémái